# Boa Esperança
Boa Esperança, també coneguda com a Aldeamento da Boa és una localitat de São Tomé i Príncipe al districte de Lobata, al nord de l'illa de São Tomé. La seva població és de 487 (2008 est.). Situada a l'est de la capital São Tomé, en forma part de la seva àrea urbana. Limita al nord-est amb Agostinho Neto, al nord amb Conde, al nord-est amb Bela Vista i a l'est amb Correia. Al sud limita amb el districte de Cantagalo.

## Evolució de la població
| 2001 | 2008 |
| 417  | 487  |